# Systasis basiflava
Systasis basiflava är en stekelart som beskrevs av Graham 1981. Systasis basiflava ingår i släktet Systasis och familjen puppglanssteklar.
Artens utbredningsområde är Madeira. Inga underarter finns listade i Catalogue of Life.